# Antoni Segarra i Niubó
Antoni Segarra i Niubó (Castellnou de Seana, 29 de setembre de 1924 - Barcelona, 23 de juliol de 2014) fou un futbolista català de les dècades de 1940 i 1950.

## Trajectòria
Jugava d'interior dret. Començà a jugar al club de Castellnou de Seana des d'on fou fitxat pel RCD Espanyol. La temporada 1943-44 fou cedit a la SD Espanya Industrial, passant la següent al primer equip blanc-i-blau. A l'Espanyol jugà durant set temporades al primer equip, destacant principalment entre els anys 1945 i 1948. Formà una brillant ala dreta amb el canari Rosendo Hernández. Un cop deixà l'Espanyol fitxà pel CE Sabadell, on jugà sis temporades entre 1951 i 1957. L'agost de 1957 fou objecte d'un homenatge per part del club sabadellenc i deixà la pràctica del futbol. Jugà un partit amb Catalunya l'any 1947.